# 마쓰다이라 노부요리
마쓰다이라 노부요리(松平信順)는 미카와 요시다 번 제4대 번주를 지냈다. 마쓰다이라 이즈노카미계 오코치 마쓰다이라가(松平伊豆守系大河内松平家) 제8대 당주.
| 전임 마쓰다이라 노부아키라 | 제4대 미카와 요시다 번 번주 (오코치 마쓰다이라가) 1817년 ~ 1842년 | 후임 마쓰다이라 노부토미 |

| 전임 오타 스케토모 | 제57대 오사카성대 1831년 ~ 1834년 | 후임 도이 도시쓰라 |

| 전임 오타 스케토모 | 제44대 교토소사대 1834년 ~ 1837년 | 후임 도이 도시쓰라 |